# Metalimnobia (Metalimnobia) triphaea
Metalimnobia (Metalimnobia) triphaea is een tweevleugelige uit de familie steltmuggen (Limoniidae). De soort komt voor in het Nearctisch gebied.